# Parque nacional de Jostedalsbreen
El parque nacional de Jostedalsbreen es un parque nacional de Noruega que abarca el glaciar más grande del continente europeo, el llamado Jostedalsbreen o glaciar de Jostedal. Fue fundado el 19 de junio de 1993 por la primera ministra Gro Harlem Brundtland aunque en 1998 aumentó su extensión. El Parque Nacional de Jostedalsbreen abarca un área de 1.310 kilómetros² y es el cuarto parque en extensión en el país. El pico más alto de la zona bajo protección es Lodalskåpa con 2.083 metros. El glaciar ha visto reducida su superficie en los últimos años. El hielo del glaciar, al derretirse, ha formado una gran cantidad de morrenas y una gran variedad de formaciones geológicas. Toda el área está caracterizada por un gran contraste. Hay tres museos y también un centro de visitantes en la zona. 

## Flora y Fauna
A pesar de las exigencias del clima, en Jostedalsbreen crecen hasta 325 especies de plantas y flores diferentes. Asimismo, la extensión de las montañas de Stryn representa una de las mayores reservas de renos de Noruega. Los renos de tonalidad rojiza son muy comunes en Jostedalsbreen. Los lemmings aquí también son muy abundantes. Ya en menor número se pueden encontrar lobos, osos pardos y linces en los valles del lugar.

## Geología
Los materiales geológicos que conforman el parque nacional tienen origen metamórfico, granítico e ígneo. Los paisajes glaciares de alrededor se han formado por la incesante acumulación de hielo y nieve. No obstante, los agentes geológicos han modelado la estampa original excavando las montañas y dando lugar a grandes torres de piedra, valles en forma de U y fiordos profundos.

## Avalanchas
Dadas las características tan abruptas del terreno son frecuentes las avalanchas de nieve y piedra cada año. En 1905 y 1936 ocurrieron dos importantes avalanchas en la región de Sunndalen. En ocasiones estos deslizamientos llegan a adquirir tal magnitud que son capaces de interrumpir los cauces de los ríos provocando inundaciones. En mayo de 1995 en Folven se produjo un desprendimiento que al impactar con las aguas del río generó una ola de hasta 12 metros de altura con graves repercusiones.
- Datos: Q185602
- Multimedia: Jostedalsbreen / Q185602